# 904年
| 千纪： | 1千纪 |
| 世纪： | 9世纪 \| 10世纪 \| 11世纪                                                                                    |
| 年代： | 870年代 \| 880年代 \| 890年代 \| 900年代 \| 910年代 \| 920年代 \| 930年代                                    |
| 年份： | 899年 \| 900年 \| 901年 \| 902年 \| 903年 \| 904年 \| 905年 \| 906年 \| 907年 \| 908年 \| 909年              |
| 纪年： | 甲子年（鼠年）；唐（南吴）天復四年，天祐元年；大長和安国三年；日本延喜四年；后百济正开四年；后高句丽武泰元年 |

## 大事记
- 中國文獻改稱「室利佛逝」為「三佛齊」，反映當時阿拉伯回教的影響已取代印度影響。
- 錢鏐被封為吳王。
- 鳳翔節度使李茂貞和其養子靜難軍節度使李繼徽合兵準備攻長安，朱全忠殺宰相崔胤，挾持唐昭宗奔東都洛陽，任韓建為佑國軍節度使，劉知俊為匡國軍節度使，以防備李茂貞和李繼徽進攻。
- 六月，李繼徽、李茂貞和王建隨後傳檄合兵討伐朱全忠，河東節度使李克用、盧龍節度使劉仁恭、淮南節度使楊行密、忠義節度使趙匡凝都回應，關中大震，在他們影響下，朱全忠指使朱友恭、氏叔琮等人弑殺唐昭宗，李漸榮用身體摭擋昭宗，與昭宗一起被殺。另立其子李柷為帝，是為唐哀帝。

## 出生
- 後周太祖郭威。

## 逝世
- 崔胤，唐昭宗時宰相。
- 唐昭宗。
- 李漸榮。